# Tamakeri
Il tamakeri (in giapponese letteralmente "colpo nei testicoli") è una pratica e feticismo sessuale, in cui una donna si diverte a colpire, afferrare e torturare i testicoli di un uomo. Questo atto è spesso mostrato nei film pornografici, determinandone un sottogenere. Originariamente nato Giappone, si è poi diffuso in tutto il mondo con il termine di ballbusting. Questa pratica rientra nella sfera del BDSM.